# قلعه اگسکوف

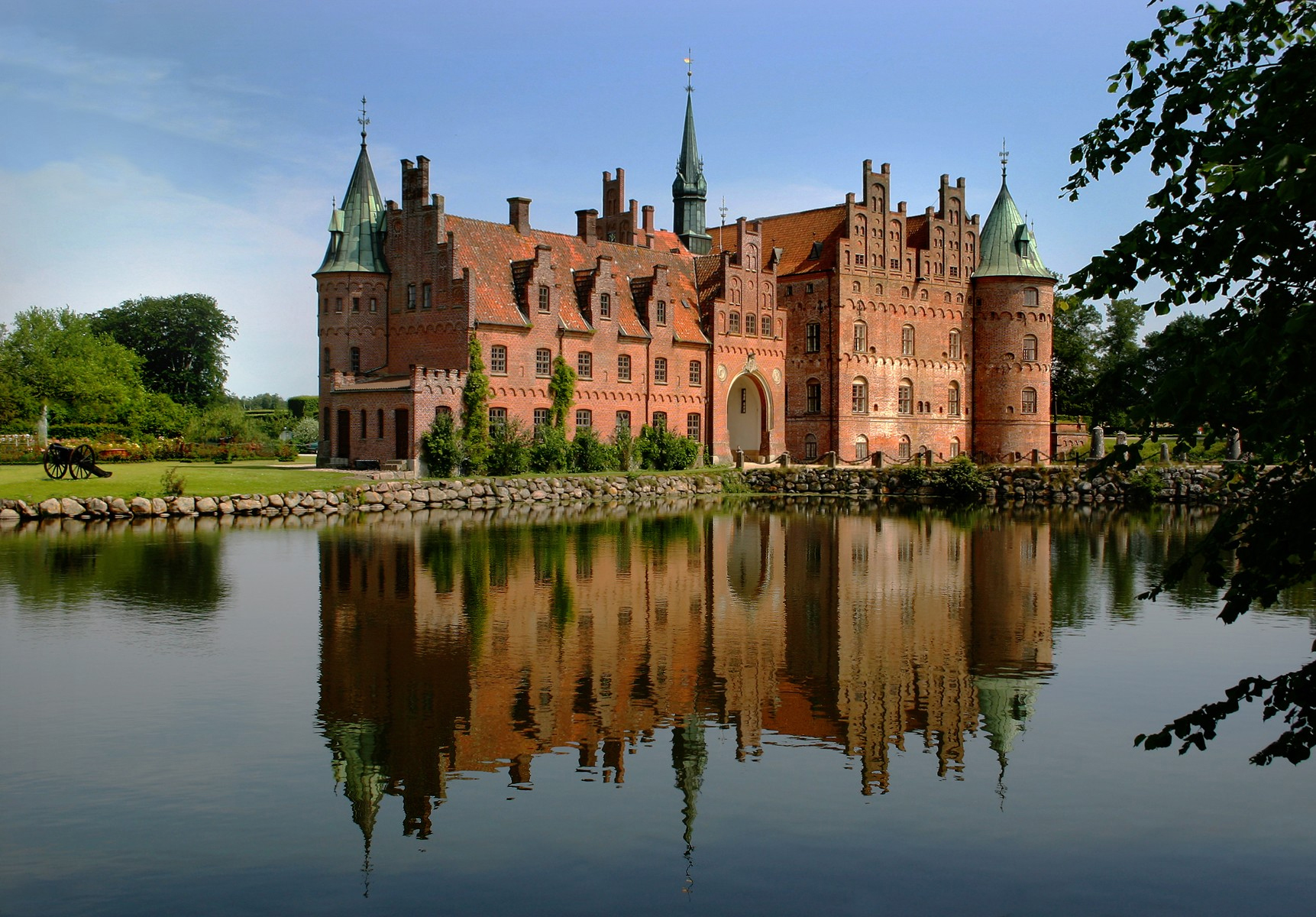
نمایی از قلعه اگسکوف

قلعه اگسکوف، (به دانمارکی: Egeskov Slot).(به انگلیسی: Egeskov Castle) که در جزیره فین در دانمارک واقع شده و جایی که امروزه دیده می‌شود، توسط فرانتس بروکن‌هوس در سال ۱۵۵۴ تکمیل شد.
چند سال پیش از آن تاریخ، فرانتس با آن تین‌هوس، که ملک اصلی را از پدر و مادرش به ارث برده بود، ازدواج کرده بود
در آن روزها، ناآرامی سیاسی، اصلاحات و دشمنی کنت باعث شده بودند که بسیاری از زمین‌داران خانه‌های خود را به شکل قلعه‌هایی با استحکامات مناسب بسازند؛ در این میان فرانتس بروکن‌هوس نیز استثنا نبود. او دژ خویش را در وسط یک دریاچه با زیربنایی (فونداسیون) از پشته‌های تنه درختان بلوط ساخت. بنا بر یک افسانه، پشتهٔ بلوط‌های او به اندازه‌ای بود که یک جنگل برایش قطع شد.
ساختمان که امروزه در نظر مراجعان بسیار آرام و باصفا جلو می‌کند برای مقاصد دفاعی بنا شده بود. این ساختمان شامل دو خانه دراز متصل به هم توسط دیواری قطور و دولایه بود؛ خانه نخست در صورت جنگ می‌توانست تخلیه شود و درگیری‌ها در خانه دوم ادامه یابد. دیوار دولایه آنچنان قطور است که دارای پلکان‌های پنهان و برکه‌ای برای تأمین آب در هنگام محاصره‌ای احتمالی بود. دیوارهای بیرونی دارای روزنه‌هایی برای ریختن جامدات یا مایعات بر سر دشمنان بود. از سوی دیگر، تنها راه دسترسی به دژ، گذر از روی پل جمع‌شونده بود
در بیش از ۴۰۰ سالی که از ساخت دژ گذشته است، خانواده‌های زیادی در آن سکونت گزیده‌اند. در ۱۷۸۴، اگسکوف به هنریک بیل، که نوادگانش تا به امروز دژ را در اختیار دارند، فروخته شد. در ۱۸۸۳، ژولیوس آلهفلدت-لورویگ-بیل به اگسکوف اسباب‌کشی کرد و در دوران اقامت او در این دژ، خانه توسط هلگو زتروال بازسازی شد. زتروال که معماری سوئدی بود همچنین سقف برج‌ها را بلندتر کرد و اتاقک‌هایی را که شما در هنگام ورود به دژ پشت سر می‌گذارید بنا نهاد
در این دوره، دژ به مزرعه‌ای به‌روز و نمونه که گاوداری، ایستگاه برق، و خط آهن خود به کورن‌دروپ را داشت، تبدیل شد و این بنیان اقتصادی شکل‌گیری مزرعه بزرگ و مدرن کنونی اگسکوف را شکل داد.

## نگارخانه

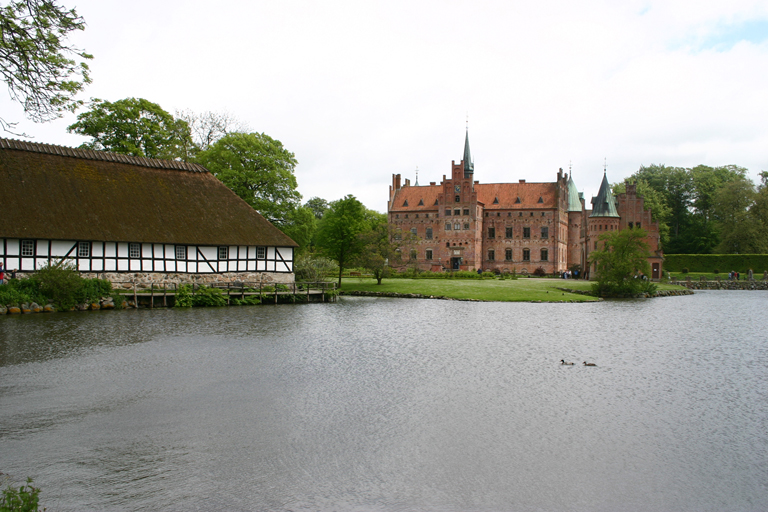
نمای خارجی قلعه
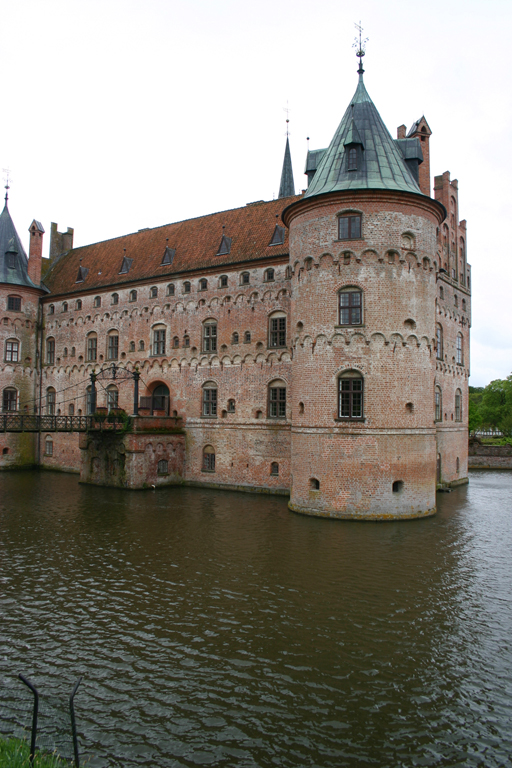
نمای خارجی قلعه
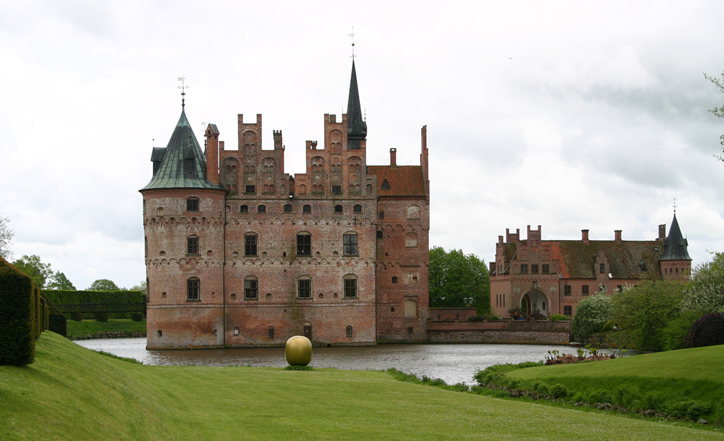
نمای خارجی قلعه
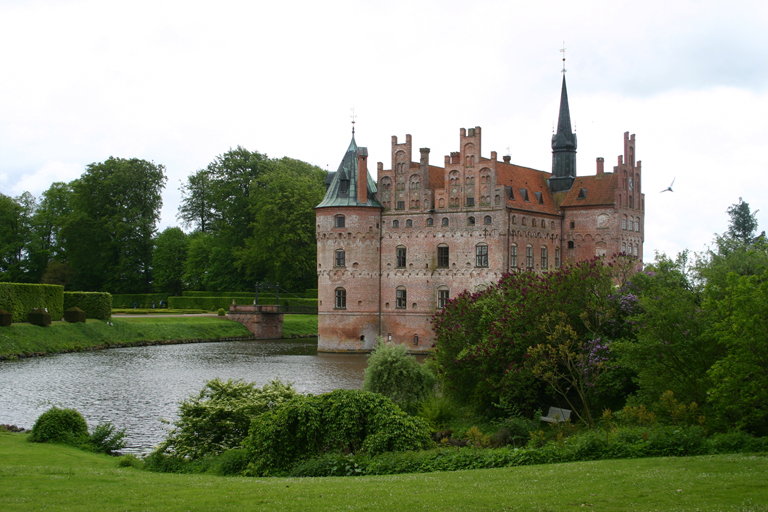
نمای خارجی قلعه